# Charles Tranquille Colas
Charles Tranquille Colas est un sculpteur français né à Cambremer le 1er février 1839 et mort après 1890.

## Biographie
Charles Tranquille Colas est né à Cambremer, le 1er février 1839. Il devient élève de Jean-Léon Gérôme et de François Jouffroy et commence à exposer en 1869. Son nom figure pour la dernière fois sur les livrets des Salons en 1890, époque où il demeurait, 5, passage des Mariniers, à Montrouge.